# Antonia Bird
Antonia Jane Bird (* 27. Mai 1951 in Kensington, London; † 24. Oktober 2013 in London) war eine britische Filmregisseurin und Filmproduzentin, die in den 1990er Jahren einige namhafte Kinofilme inszenierte, darunter Der Priester, Mad Love – Volle Leidenschaft, Face und Ravenous – Friss oder stirb.

## Leben und Karriere
Antonia Bird wurde 1951 in London als Tochter eines Schauspielers geboren. Die Mutter musste durch Nebeneinkünfte zum unregelmäßigen Einkommen ihres Mannes beitragen – so wuchs Antonia überwiegend in ärmlichen Verhältnissen auf. Mit 16 Jahren entflammte ihr Wunsch, selbst Darstellerin zu werden und so nahm sie zwei Jahre Schauspielunterricht am Coventry Repertory Theater, entschloss sich aber nach ihrer Ausbildung zu einem Richtungswechsel hin zur Regiearbeit. Bird arbeitete als Theaterregisseurin am Londoner National Theatre und später sechs Jahre als Resident Director am Royal Court Theatre in London, Großbritanniens führendes Theater für neue Dramatiker. Anschließend übernahm sie die künstlerische Leitung am Theater Upstairs. Bird inszenierte in dieser Zeit Bühnenstücke von Hanif Kureishi, Jim Cartwright, und Trevor Griffiths und arbeitete mit Schauspielern wie Ian McKellen, Bob Hoskins oder Ben Elton zusammen.
Mitte der 1980er Jahre begann sie als Regisseurin für verschiedene britische Serien wie EastEnders, Casualty oder South of the Border zu arbeiten. 1994 drehte sie mit dem Film Der Priester mit Linus Roache in der Hauptrolle ihren ersten eigenen Kinofilm. 1995 führte sie bei dem Drama Mad Love – Volle Leidenschaft mit Chris O’Donnell und Drew Barrymore Regie. 1997 entstand der Thriller Face mit Robert Carlyle. 1999 inszenierte sie das Horrordrama Ravenous – Friss oder stirb. In den 2000er Jahren kehrte Bird mit Regie-Arbeiten zum Fernsehen zurück. In ihrer letzten Lebensphase betreute sie als Regisseurin verschiedene Episoden der Fernsehserie The Village. Für ihre Film- und Fernseharbeiten erhielt sie in ihrer Karriere verschiedene Festival-Preise und BAFTA Awards.
Seit Anfang der 2000er Jahre war Bird parallel auch mehrfach als Film- und Fernsehproduzentin aktiv, unter anderem für die Produktionen Rehab, Faith oder das Drama Syn Babilonu mit Shazada Hussein.
Antonia Bird starb am 24. Oktober 2013 nach langer Krankheit im Alter von 62 Jahren in ihrer Heimatstadt London.

## Filmografie (Auswahl)

### Regisseurin
- 1985–1986: EastEnders (Fernsehserie, 15 Episoden)
- 1986–1987: Casualty (Fernsehserie, 5 Episoden)
- 1988: Thin Air (Fernsehminiserie)
- 1988: South of the Border (Fernsehserie, 1 Episode)
- 1989: The Bill (Fernsehserie, 2 Episoden)
- 1989: Saracen (Fernsehserie, 1 Episode)
- 1990: TECX (Fernsehserie, 1 Episode)
- 1991: The Men’s Room (Fernsehminiserie, 5 Episoden)
- 1992: Inspector Morse (Fernsehserie, 1 Episode)
- 1992: Schmutziges Wochenende (A Masculine Ending, Fernsehfilm)
- 1993: Full Stretch (Fernsehserie, 3 Episoden)
- 1993: Peak Practice (Fernsehserie, 2 Episoden)
- 1993: Screenplay (Fernsehserie, 1 Episode)
- 1994: Der Priester (Priest)
- 1995: Mad Love – Volle Leidenschaft (Mad Love)
- 1997: Face
- 1999: Ravenous – Friss oder stirb (Ravenous)
- 2000: Care (Fernsehfilm)
- 2003: Auf Entzug! (Rehab) (Fernsehfilm)
- 2004: The Hamburg Cell (Fernsehfilm)
- 2005: Spooks – Im Visier des MI5 (Spooks, Fernsehserie, 2 Episoden)
- 2006: Für alle Fälle Fitz: Nine Eleven (Cracker, Fernsehfilm)
- 2009: Off by Heart (Fernsehdokumentarfilm)
- 2010: A Passionate Woman (Fernsehserie, 2 Episoden)
- 2013: The Village (Fernsehserie, 4 Episoden)

### Produzentin
- 2003: Auf Entzug! (Rehab, Fernsehfilm)
- 2005: Faith (Fernsehfilm)
- 2009: Syn Babilonu
- 2009: Off by Heart (Fernsehdokumentarfilm)